# Tracker (Fernsehserie)
Tracker ist eine US-amerikanische Fernsehserie. Sie basiert auf der Romanreihe des Thriller-Autors Jeffery Deaver über Colter Shaw, beginnend mit dem 2019 erschienenen Buch Der Todesspieler. Die Premiere der Serie fand am 11. Februar 2024 auf dem US-Networksender CBS statt. Im deutschsprachigen Raum wurde die Serie am 24. April 2024 durch Disney+ via Star als Original veröffentlicht.
Im Februar 2025 wurde eine dritte Staffel bestellt.

## Handlung
Colter Shaw durchreist die Vereinigten Staaten, um Privatleuten und Strafverfolgungsbehörden gegen eine entsprechende Entlohnung bei der Lösung rätselhafter Kriminalfälle zu helfen. Gleichzeitig muss er sich mit seiner zerrütteten Familie auseinandersetzen.

## Besetzung und Synchronisation
Die deutschsprachige Synchronisation entstand nach den Dialogbüchern sowie unter der Dialogregie von Manuela Eifrig durch die Synchronfirma Deluxe Media in Hamburg.
| Rolle         | Schauspieler   | Episoden  | Synchronsprecher   |
| ------------- | -------------- | --------- | ------------------ |
| Colter Shaw   | Justin Hartley | 1x01–     | Patrick Stamme     |
| Reenie Greene | Fiona Rene     | 1x01–     | Manuela Eifrig     |
| Teddi Bruin   | Robin Weigert  | 1x01–1x13 | Marion von Stengel |
| Velma Bruin   | Abby McEnany   | 1x01–2x20 | Anne Moll          |
| Bob Exley     | Eric Graise    | 1x01–2x20 | Ivo Möller         |

## Episodenliste

### Staffel 1
| Nr. (ges.) | Nr. (St.) | Deutscher Titel           | Originaltitel           | Erstausstrahlung (USA) | Deutschsprachige Erstveröffentlichung (D/A/CH) | Regie            | Drehbuch                            |
| ---------- | --------- | ------------------------- | ----------------------- | ---------------------- | ---------------------------------------------- | ---------------- | ----------------------------------- |
| 1          | 1         | Klamath Falls             | Klamath Falls           | 11. Feb. 2024          | 24. Apr. 2024                                  | Ken Olin         | Ben H. Winters                      |
| 2          | 2         | ⁠Missoula                  | Missoula                | ⁠18. Feb. 2024          | 24. Apr. 2024                                  | Ken Olin         | Tegan Shohet & David Radcliff       |
| 3          | 3         | Springland                | Springland              | 25⁠. Feb. 2024          | 1. Mai 2024                                    | Ken Olin         | Elwood Reid                         |
| 4          | 4         | Mount Shasta              | Mt. Shasta              | 3⁠. Mär. 2024           | 8. Mai 2024                                    | Doug Aarniokoski | Steve Harper                        |
| 5          | 5         | St. Louis                 | St. Louis               | 17⁠. Mär. 2024          | 15. Mai 2024                                   | Gonzalo Amat     | Travis Donnelly & Graham Thiel      |
| 6          | 6         | Lexington                 | Lexington               | 24⁠. Mär. 2024          | 22. Mai 2024                                   | Marisol Adler    | Sharon Lee Watson & Amanda Mortlock |
| 7          | 7         | Chicago                   | Chicago                 | 31⁠. Mär. 2024          | 29. Mai 2024                                   | Aprill Winney    | Ben H. Winters & Jai Franklin Sarki |
| 8          | 8         | Camden                    | Camden⁠⁠                  | 14. Apr. 2024          | 5. Juni 2024                                   | Bethany Rooney   | Travis Donnelly & Tegan Shohet      |
| 9          | 9         | Aurora                    | Aurora                  | 21. Apr. 2024          | 12. Juni 2024                                  | Jon Huertas      | Sharon Lee Watson                   |
| 10         | 10        | In die Wildnis            | Into the Wild           | 28. Apr. 2024          | 19. Juni 2024                                  | Larry Teng       | Elwood Reid                         |
| 11         | 11        | Jenseits der Campusmauern | Beyond the Campus Walls | 5. Mai 2024            | 26. Juni 2024                                  | Joel Novoa       | Travis Donnelly                     |
| 12         | 12        | Inoffiziell               | Off the Books           | 12. Mai 2024           | 3. Juli 2024                                   | Clara Aranovich  | Elwood Reid & Sharon Lee Watson     |
| 13         | 13        | Der Sturm                 | The Storm               | 19. Mai 2024           | 10. Juli 2024                                  | Ken Olin         | Elwood Reid & Sharon Lee Watson     |

### Staffel 2
| Nr. (ges.) | Nr. (St.) | Deutscher Titel            | Originaltitel     | Erstausstrahlung (USA) | Deutschsprachige Erstveröffentlichung (D/A/CH) | Regie              | Drehbuch                                |
| ---------- | --------- | -------------------------- | ----------------- | ---------------------- | ---------------------------------------------- | ------------------ | --------------------------------------- |
| 14         | 1         | Aus der Vergangenheit      | Out of the Past   | 13. Okt. 2024          | 11. Dez. 2024                                  | Ken Olin           | Elwood Reid                             |
| 15         | 2         | Ontologischer Schock       | Ontological Shock | 20. Okt. 2024          | 18. Dez. 2024                                  | Aprill Winney      | Sharon Lee Watson & Travis Donnelly     |
| 16         | 3         | Blutlinien                 | Bloodlines        | 27. Okt. 2024          | 25. Dez. 2024                                  | Doug Aarniokoski   | Sharon Lee Watson & Travis Donnelly     |
| 17         | 4         | Edelfäule                  | Noble Rot         | 3. Nov. 2024           | 1. Jan. 2025                                   | Aprill Winney      | Alex Katsnelson & Amanda Mortlock       |
| 18         | 5         | Jenseits des Natürlichen   | Preternatural     | 10. Nov. 2024          | 8. Jan. 2025                                   | Jeff T. Thomas     | Ryan O’Nan & Annakate Chappell          |
| 19         | 6         | Vertrauensbeweis           | Trust Fall        | 17. Nov. 2024          | 15. Jan. 2025                                  | Jennifer Morrison  | Travis Donnelly & Dominique A. Holmes   |
| 20         | 7         | Des Menschen bester Freund | Man’s Best Friend | 24. Nov. 2024          | 22. Jan. 2025                                  | Ben Hernandez Bray | Alex Katsnelson & Jai Franklin Sarki    |
| 21         | 8         | Die Nachtwandler           | The Night Movers  | 1. Dez. 2024           | 29. Jan. 2025                                  | Ken Olin           | Elwood Reid & Annakate Chappell         |
| 22         | 9         | Gefolgschaft               | The Disciple      | 16. Feb. 2025          | 30. Apr. 2025                                  | Bethany Rooney     | Sharon Lee Watson & Amanda Mortlock     |
| 23         | 10        | Nachtigall                 | Nightingale       | 23. Feb. 2025          | 7. Mai 2025                                    | Jon Huertas        | Ryan O’Nan & Dominique A. Holmes        |
| 24         | 11        | Grauzone                   | Shades of Gray    | 2. März 2025           | 14. Mai 2025                                   | Darren Grant       | Travis Donnelly & Jordan Goodman        |
| 25         | 12        | Monster                    | Monster           | ⁠9. Mär. 2025           | 21. Mai 2025                                   | Tyne Rafaeli       | Alex Katsnelson & Annakate Chappell     |
| 26         | 13        | Neptune                    | Neptune           | ⁠16. Mär. 2025          | 28. Mai 2025                                   | Lee Rose           | Sharon Lee Watson & Ryan O’Nan          |
| 27         | 14        | Exodus                     | Exodus            | ⁠23. Mär. 2025          | 4. Juni 2025                                   | Lionel Coleman     | Travis Donelly & Dominique A. Holmes    |
| 28         | 15        | Hinter Gittern             | The Grey Goose    | 30. März 2025          | 11. Juni 2025                                  | Ken Olin           | Annakate Chappell & Jai Franklin Sarki  |
| 29         | 16        | Der Gnadenthron            | The Mercy Seat    | ⁠13. Apr. 2025          | 18. Juni 2025                                  | David Barrett      | Elwood Reid & Sharon Lee Watson         |
| 30         | 17        | Erinnerungen               | Memories          | ⁠20. Apr. 2025          | 25. Juni 2025                                  | Yangzom Brauen     | Alex Katnelson & Amanda Morlock         |
| 31         | 18        | Kollision                  | Collision         | ⁠27. Apr. 2025          | 2. Juli 2025                                   | Joel Novoa         | Dominique A. Holmes & Ryan O’Nan        |
| 32         | 19        | Die Spielregel             | Rules of the Game | 4. Mai 2025            | 9. Juli 2025                                   | Nimisha Mukerji    | Sharon Lee Watson & Dominique A. Holmes |
| 33         | 20        | Echo Ridge                 | Echo Ridge        | ⁠11. Mai 2025           | 16. Juli 2025                                  | Ken Olin           | Elwood Reid                             |